# Zes Bovennatuurlijke Krachten
De Zes Bovennatuurlijke Krachten (Pali: chalabhiññā) zijn de mentale krachten die volgens de boeddhistische leer ontwikkeld of bereikt kunnen worden als gevolg van een hoog niveau van kunde in de praktijk van meditatie en wijsheid.

## Lijst
De zes bovennatuurlijke krachten zijn:
1. De magische krachten (Pali: iddhi-vidha); levitatie, teleportatie en psychokinese.
2. Het hemels oor (Pali: dibba-sota); zoals het horen van wat er op zeer grote afstand gezegd wordt, het kunnen beluisteren van de conversaties van de goden en het kunnen verstaan van dierentaal.
3. Telepathie (Pali: ceto-pariya-ñāna); het kunnen lezen van iemands geest, emoties en gedachten.
4. Het herinneren van vorige levens (Pali: pubbe-nivāsānussati); zoals het zichzelf kunnen herinneren dat je in een vorige leven díe persoon was, dáár leefde, dát soort werk deed, dít soort dingen meemaakte en stierf door déze oorzaak.
5. Het hemels oog (Pali: dibba-cakkhu); zoals het kunnen zien van goden en geesten, hemels en hellen, en hoe wezens na hun dood wedergeboren worden als gevolg van hun karma.
6. De extinctie van de mentale vergiften en het bereiken van mentale puurheid en perfectie (Pali: āsavakkhaya); het realiseren van Nirvana en het bereiken van het Arahantschap.

De bovennatuurlijke krachten nummers 4 t/m 6 worden vaak ook gezamenlijk aangeduid met de term Drievoudige Kennis.

## Cultivatie van de Bovennatuurlijke Krachten
De eerste vijf van de bovennatuurlijke krachten kunnen tot stand komen als gevolg van een zeer hoog niveau van samādhi (mentale absorptie), waarmee meer specifiek de jhanas bedoeld worden. Na het behalen van een van deze jhanas kunnen deze vijf bovennatuurlijke krachten soms vanzelf beschikbaar komen. Men kan zichzelf er echter ook in trainen. Deze eerste vijf krachten worden ook wel de wereldse krachten genoemd, omdat ze betrekking hebben op de wereld waarin we leven.
De zesde bovennatuurlijke kracht is het behalen van het Arahantschap, wat een bovenwereldse kracht is omdat het de wereld overstijgt. Men kan deze zesde bovennatuurlijke kracht behalen als gevolg van diep penetrerend inzicht (Pali: vipassana) en een vredige, rustige geest (samatha). Ook hier kunnen de jhanas een zeer gunstige invloed hebben. Deze zesde bovennatuurlijke kracht is de hoogste van de zes.